# Indische Cricket-Nationalmannschaft in England in der Saison 1979
Die Tour der indischen Cricket-Nationalmannschaft nach England in der Saison 1979 fand vom 12. Juli bis zum 4. September 1979 statt. Die internationale Cricket-Tour war Bestandteil der Internationalen Cricket-Saison 1979 und umfasste vier Tests. England gewann die Test-Serie 1–0.

## Vorgeschichte
Für beide Mannschaften war es die erste Tour der Saison, spielten jedoch zuvor beim Cricket World Cup 1979. Bei diesem zog England ins Finale ein, während Indien als Gruppenletzter in seiner Vorrundengruppe ausschied.
Das letzte Aufeinandertreffen der beiden Mannschaften bei einer Tour fand in der Saison 1976/77 in Indien statt.

## Stadien
Die folgenden Stadien wurden für die Tour als Austragungsort vorgesehen.
| Stadion                  | Stadt      | Kapazität | Spiele  |
| ------------------------ | ---------- | --------- | ------- |
| Edgbaston Cricket Ground | Birmingham | 24.803    | 1. Test |
| Headingley Stadium       | Leeds      | 17.000    | 3. Test |
| The Oval                 | London     | 23.500    | 4. Test |
| Lord’s Cricket Ground    | London     | 30.000    | 2. Test |

## Kaderlisten
Die beiden Mannschaften benannten die folgenden Kader.
| Test | Test |
| England | Indien |
| --- | --- |
| - Mike Brearley (K) - David Bairstow (wk) - Ian Botham - Geoff Boycott - Alan Butcher - Phil Edmonds - Graham Gooch - David Gower - Mike Hendrick - John Lever - Geoff Miller - Derek Randall - Bob Taylor (wk) - Peter Willey - Bob Willis | - Srinivas Venkataraghavan (K) - Mohinder Amarnath - Bishan Bedi - Bhagwath Chandrasekhar - Chetan Chauhan - Kapil Dev - Anshuman Gaekwad - Sunil Gavaskar - Karsan Ghavri - Bharath Reddy (wk) - Yashpal Sharma - Yajurvindra Singh - Dilip Vengsarkar - Gundappa Viswanath |

## Tests

### Erster Test in Birmingham
| 12. – 16. Juli Scorecard | Birmingham | England 633-5d (165.2)                        | – | Indien 297 (116.1) & 253 (95.4) (f/o) |
|                          |            | England gewinnt mit einem Innings und 83 Runs |   |                                       |

England gewann den Münzwurf und entschied sich als Schlagmannschaft zu beginnen.

### Zweiter Test in London
| 2. – 7. August Scorecard | London (Lord’s) | Indien 96 (55.5) & 318-4 (148) | – | England 419-9d (129.5) |
|                          |                 | Remis                          |   |                        |

Indien gewann den Münzwurf und entschied sich als Schlagmannschaft zu beginnen.

### Dritter Test in Leeds
| 16. – 21. August Scorecard | Leeds | England 270 (80.5) | – | Indien 223-6 (110) |
|                            |       | Remis              |   |                    |

England gewann den Münzwurf und entschied sich als Schlagmannschaft zu beginnen.

### Vierter Test in London
| 30. August – 4. September Scorecard | London (Oval) | England 305 (124.5) & 334-8d (116.5) | – | Indien 202 (79.3) & 429-8 (150.5) |
|                                     |               | Remis                                |   |                                   |

England gewann den Münzwurf und entschied sich als Schlagmannschaft zu beginnen.